# Helen George
Helen George (født 19. juni 1982) er en engelsk skuespiller. Hun er bedst kendt for sin rolle som Trixie Franklin i TV dramaserien, Jordmoderen fra BBC